# تسغابو غرماي
تسغابو غرماي (بالإنجليزية: Tsgabu Grmay)‏ (و. 1991  م) هو راكب دراجة هوائية، من إثيوبيا، ولد في ميكيلي، شارك في ركوب الدراجات في الألعاب الأولمبية الصيفية 2016، وسباق طواف فرنسا 2017.

## سباقات أو مراحل فاز بها
| التاريخ        | السباق                                                            | المركز                   |
| -------------- | ----------------------------------------------------------------- | ------------------------ |
| 12 نوفمبر 2010 | 2010 African Road Cycling Championships Men U23 ITT               | المركز الثالث            |
| 09 نوفمبر 2012 | 2012 African Road Cycling Championships Men ITT                   | المركز الثاني            |
| 09 نوفمبر 2012 | 2012 African Road Cycling Championships Men U23 ITT               | الفائز في التصنيف العام  |
| 24 مارس 2013   | طواف تايوان 2013                                                  | المركز الثاني            |
| 01 يونيو 2014  | طواف ديف يغد 2014                                                 | الثاني في تصنيف الجبال   |
| 25 يناير 2015  | داون أندر 2015                                                    | الخامس في تصنيف أفضل شاب |
| 11 فبراير 2015 | 2015 African Road Cycling Championships Men ITT                   | الفائز في التصنيف العام  |
| 17 مارس 2015   | تيرينو ادرياتيكو 2015                                             | الثامن في تصنيف أفضل شاب |
| 18 يوليو 2015  | طواف بحيرة تشينغهاي 2015                                          | العاشر في التصنيف العام  |
| 24 فبراير 2016 | 2016 African Road Cycling Championships Men ITT                   | المركز الثاني            |
| 19 فبراير 2017 | طواف عمان 2017                                                    | الخامس في التصنيف العام  |
| 23 يونيو 2017  | سباق الطريق ضد الساعة للرجال في بطولة أثيوبيا لسباق الدراجات 2017 | الفائز في التصنيف العام  |
| 22 يونيو 2023  | 2023 Ethiopia National Road Cycling Championships - Men ITT       | الفائز في التصنيف العام  |

## روابط خارجية
- تسغابو غرماي على موقع الاتحاد الدولي للدراجات (الإنجليزية)
- تسغابو غرماي على موقع أرشيف الدراجات (الإنجليزية)
- تسغابو غرماي على موقع إحصائيات الدراجات الإحترافية (الإنجليزية)
- تسغابو غرماي على موقع نسبة الدراجات (الإنجليزية)
- تسغابو غرماي على موقع CycleBase (الإنجليزية)
- تسغابو غرماي على موقع أوليمبيديا (الإنجليزية)